# Сор, Йира
Йира Коллинз Сор (англ. Yira Collins Sor; род. 24 июля 2000, Лагос, Лагос) — нигерийский футболист, полузащитник клуба «Генк».

## Клубная карьера
Сор — воспитанник нигерийской академии «Фэмили Лав». В начале 2021 года Йира подписал контракт с чешским «Баником». 20 февраля в матче против «Пардубице» он дебютировал в Гамбинус лиге. 1 августа в поединке против «Фастава» Йира забил свой первый гол за «Баник». В начале 2022 года Сор перешёл в столичную «Славию». 5 февраля в матче против «Карвины» он дебютировал за новую команду. 24 февраля в поединке Лиги конференций против турецкого «Фенербахче» Йира забил свой первый гол за «Славию», также он отметился ещё 5 мячами в матчах против австрийского ЛАСКа и нидерландского «Фейеноорда». 
В начале 2023 года Сор перешёл в бельгийский «Генк», подписав контракт на 4,5 года. Сумма трансфера составила 6,5 млн. евро. 8 января в матче против «Брюгге» он дебютировал в Жюпиле лиге. 14 января в поединке против «Зюлте-Варегем» Йира забил свой первый гол за «Генк».  

## Международная карьера
В 2019 году в составе молодёжной сборной Нигерии Сор принял участие в молодёжном чемпионате мира в Польше. На турнире он сыграл в матчах против команд Украины и Сенегала.  